# The Little Rowdy
The Little Rowdy er en amerikansk stumfilm fra 1919 af Harry Beaumont.

## Medvirkende
- Hazel Daly som Betty Hall
- Harry Hilliard som Franklyn Winters
- Sidney Ainsworth som Roy Harper